# Bahnhof Gummersbach-Dieringhausen
Der Bahnhof Gummersbach-Dieringhausen (bis Dezember 2018: Bahnhof Dieringhausen) existiert seit dem Jahr 1887 und hat das ehemals unbedeutende Dorf Dieringhausen (Stadtteil von Gummersbach) bis in die 1980er-Jahre regional bedeutsam gemacht. Seine Gleisanlagen inklusive des Bahnbetriebswerks prägen das Ortsbild ebenso wie die Eisenbahnersiedlungen.
Lange Zeit war Dieringhausen ein bedeutender Eisenbahnknoten im oberbergischen Eisenbahnnetz und, obwohl er nicht der Innenstadtbahnhof von Gummersbach ist, befindet sich hier der wichtigste Bahnhof dieser Kreisstadt.
Der Bahnhof Gummersbach-Dieringhausen wird als Baudenkmal bewertet. Beide Empfangsgebäude und das ehemalige Bahnbetriebswerk stehen seit 1989 unter Denkmalschutz. Allerdings fehlt noch der Eintrag für das gesamte Gelände in die Denkmalliste der Stadt Gummersbach, um alle Anlagen zu erhalten.
Heute geht in Dieringhausen die Aggertalbahn aus Köln in die Volmetalbahn nach Hagen über. DB InfraGo stuft ihn in der Preisklasse 5 ein. Darüber hinaus handelt es sich betrieblich um den wichtigsten Bahnhof der Strecke, da hier Züge betankt werden und er nachts als Abstellbahnhof dient.

## Geschichte

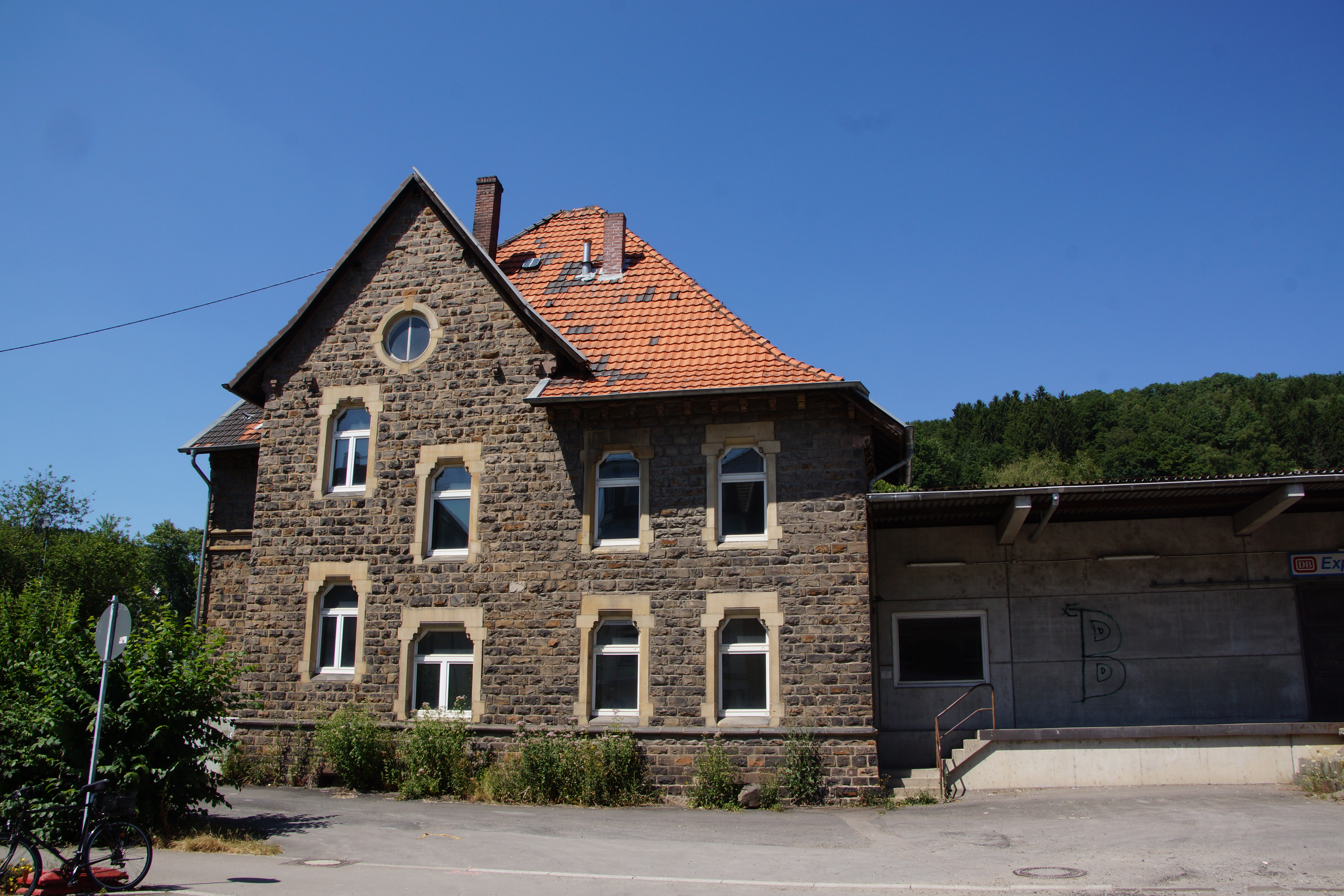
Der erste Bahnhof Dieringhausen mit Güterabfertigung

Der erste Bahnhof wurde parallel zur Provinzialstraße im Jahr 1887 gebaut und später als Güterbahnhof genutzt, er liegt auf dem Gelände des ehemaligen Bahnbetriebswerks. 1902 wurde der Wasserturm durch einen Neubau ersetzt. In den Jahren 1905/1906 wurde der neue Lokschuppen mit elf Ständen gebaut. Während der Entwicklung des Bahnhofs wurde auch eine Eisenbahnersiedlung gebaut.
Ab 1913 wurden die Bahnanlagen mit danach 14 Gleisen auf eine höhere Ebene verlegt. Aus den bisherigen Bahnanlagen (alter Bahnhof und dem anfangs nur zweiständigen Lokschuppen im Bahnbetriebswerk) wurde 1916 ein eigenes Bw.
Der heute noch genutzte Bahnhof wurde erst 1920 in Betrieb genommen.
Zeitweise war das Bahnbetriebswerk um eine Werkstatt am Bahnhof in Osberghausen erweitert, der dem Dieringhausener Bahnhof auch als Zugbildungsbahnhof für die Wiehltalbahn diente. Das Bahnbetriebswerk wurde 1982 durch die Bundesbahn aufgelöst und beherbergt seit 1985 das Eisenbahnmuseum Dieringhausen.
Bis zum 8. Dezember 2018 trug der Bahnhof den Namen Dieringhausen.

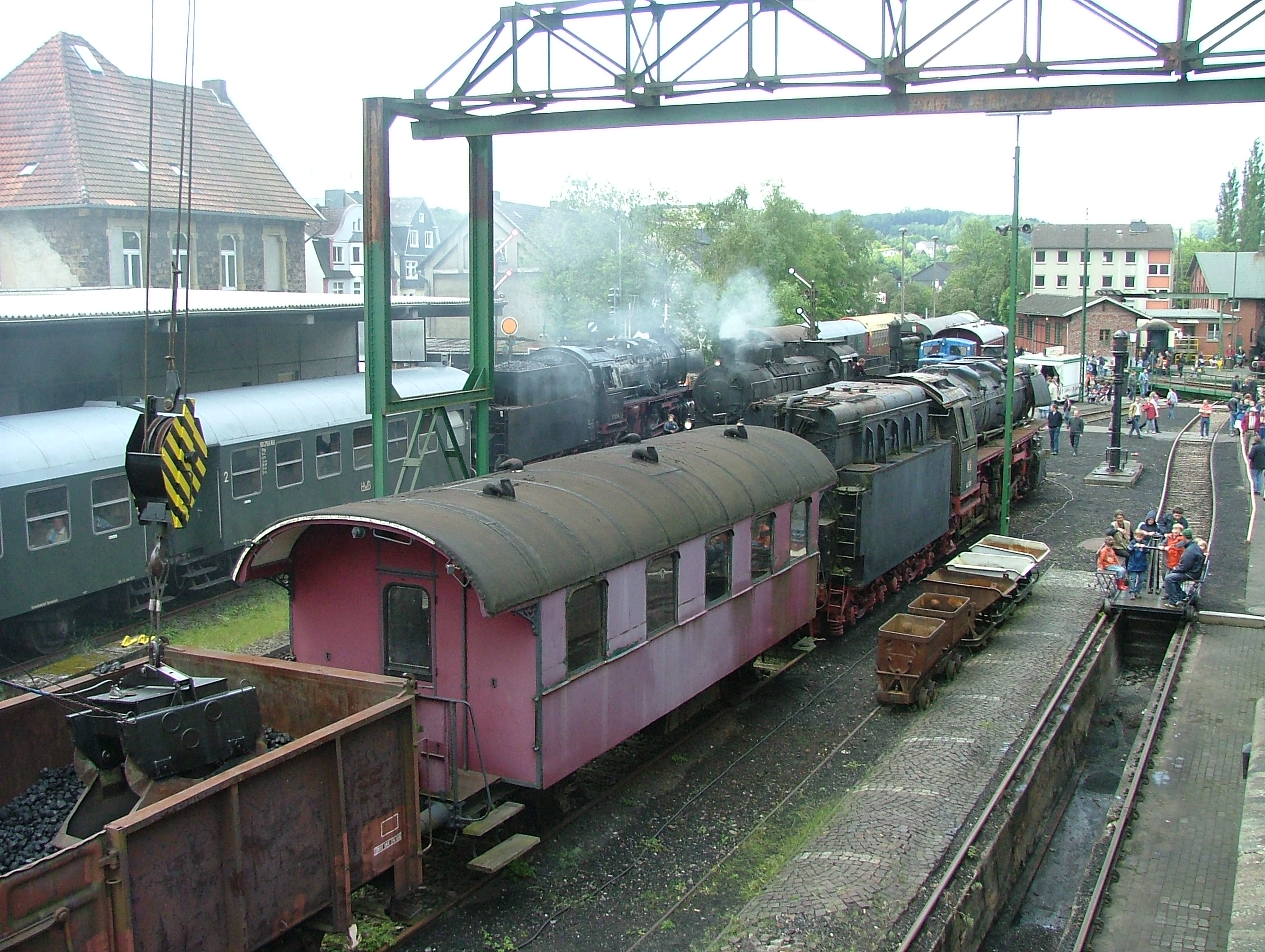
Das ehemalige Bahnbetriebswerk und heutige Eisenbahnmuseum Dieringhausen

## Eisenbahnknotenpunkt
Der Bahnhof war nicht nur Endbahnhof mehrerer Eisenbahnstrecken, sondern auch Halt von Eilzügen, zum Beispiel von Köln nach Olpe oder Hagen, von Wuppertal nach Waldbröl oder zeitweilig sogar ein Heckeneilzug (Kardinals-Express) von Köln über Olpe bis nach Paderborn.
Folgende Eisenbahnstrecken führten hier zusammen:
- die Bahnstrecke Siegburg–Olpe, 1979 wurde der Personenverkehr nach Olpe stillgelegt, 1997 der Gesamtverkehr. Die Weiche des alten Streckenzweigs ist seit 2003 ausgebaut. Für diese Strecke war Dieringhausen im Personenverkehr kein wirklicher Standortvorteil, da die Verbindungen aus Olpe in Dieringhausen endeten und man somit für Verbindungen beispielsweise zwischen Bergneustadt und Gummersbach meistens hier umsteigen musste. Zudem hätten Züge direkter Verbindungen im Bahnhof wenden müssen,
- die Volmetalbahn Richtung Hagen, auf der ab Mitte der 1980er-Jahre nur noch Betrieb bis Gummersbach stattfand, der 2003 wieder bis Marienheide und Anfang 2014 bis Meinerzhagen verlängert wurde, ab Dezember 2017 wieder bis Brügge.
- die Wiehltalbahn, auf der bis 1965 Personenverkehr stattfand. Sie begann zwar streckentechnisch in Osberghausen, allerdings endeten die meisten Züge in Dieringhausen oder fuhren noch weiter. Seit 1999 führen der Förderkreis zur Rettung der Wiehltalbahn e. V. und das Eisenbahnmuseum Dieringhausen Tourismusverkehr auf der Wiehltalbahn durch. Seit 2010 fährt der Bergische Löwe bespannt von der Dampflok Waldbröl auf der Strecke Dieringhausen–Wiehl(–Waldbröl), jeden zweiten Sonntag im Monat von März/April bis Oktober; darüber hinaus verkehren weitere Sonderzüge. Die Züge beginnen im Eisenbahnmuseum Dieringhausen, der Bahnhof ist eine weitere Einstiegsmöglichkeit. Seit 2005 wird auch wieder Güterverkehr in Form von Holztransportzügen durchgeführt, in den letzten Jahren immer häufiger.

Weiter verzweigten sich diese Strecken in der Umgebung in die Gummersbacher Kleinbahnen, die Leppetalbahn, die Wissertalbahn und die Wippertalbahn von Marienheide über Wipperfürth nach Lennep.

## Das neuere Empfangsgebäude
Das große Empfangsgebäude des heutigen Bahnhofs wurde in seinem Baustil an den Bahnhof Köln-Deutz angelehnt, laut einer denkmalgeschichtlichen Untersuchung sollte damit die regionale Bedeutung des Bahnhofs Dieringhausen hervorgehoben werden. Diese Untersuchung bezieht sich in der denkmalgeschichtlichen Bewertung auch auf eine Studie von 2001, die das gesamte Gelände als denkmalwürdig bewertet.

## Unfälle
Mitte der 1930er-Jahre stießen eine Dampflokomotive der Baureihe 74 und eine der Baureihe 57 an einer Weiche im Bahnhof Dieringhausen seitlich zusammen (Flankenfahrt). Beide Lokomotiven entgleisten dabei.

## Zustand

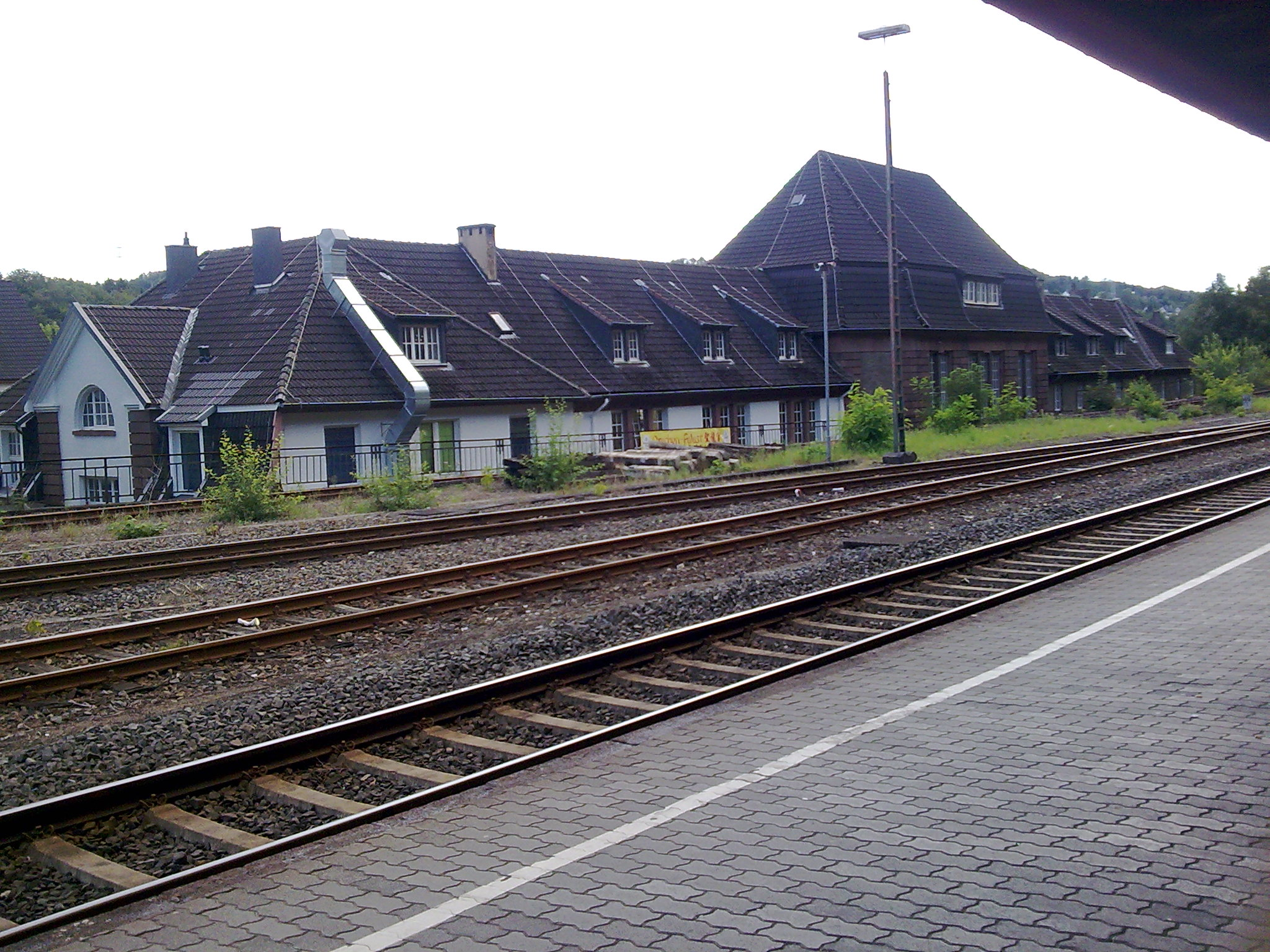
Das Empfangsgebäude, Perspektive vom Bahnsteig (2010)

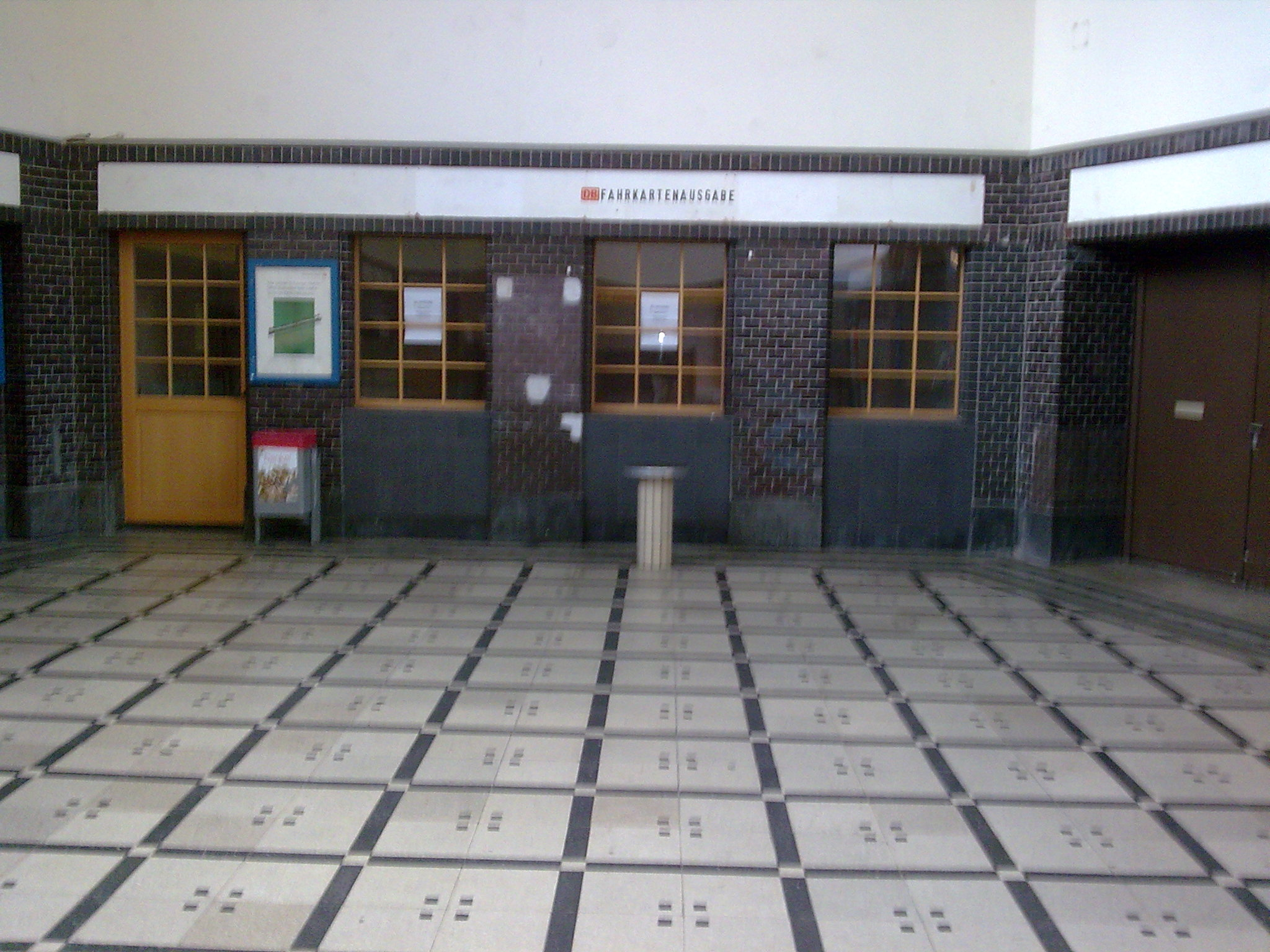
Ehemalige Fahrkartenausgabe (2010)

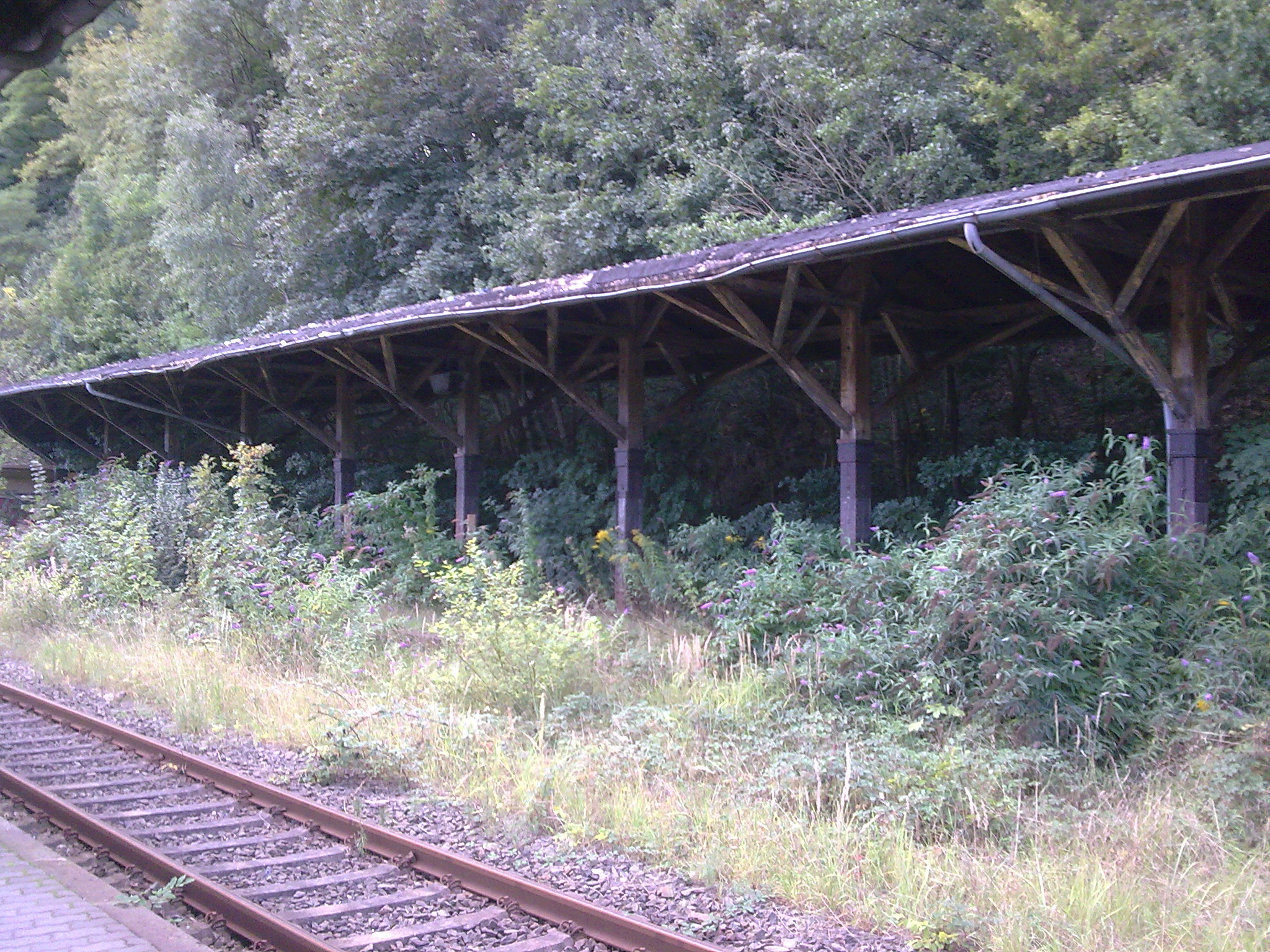
Stillgelegter Bahnsteig 2 (2018 entfernt)

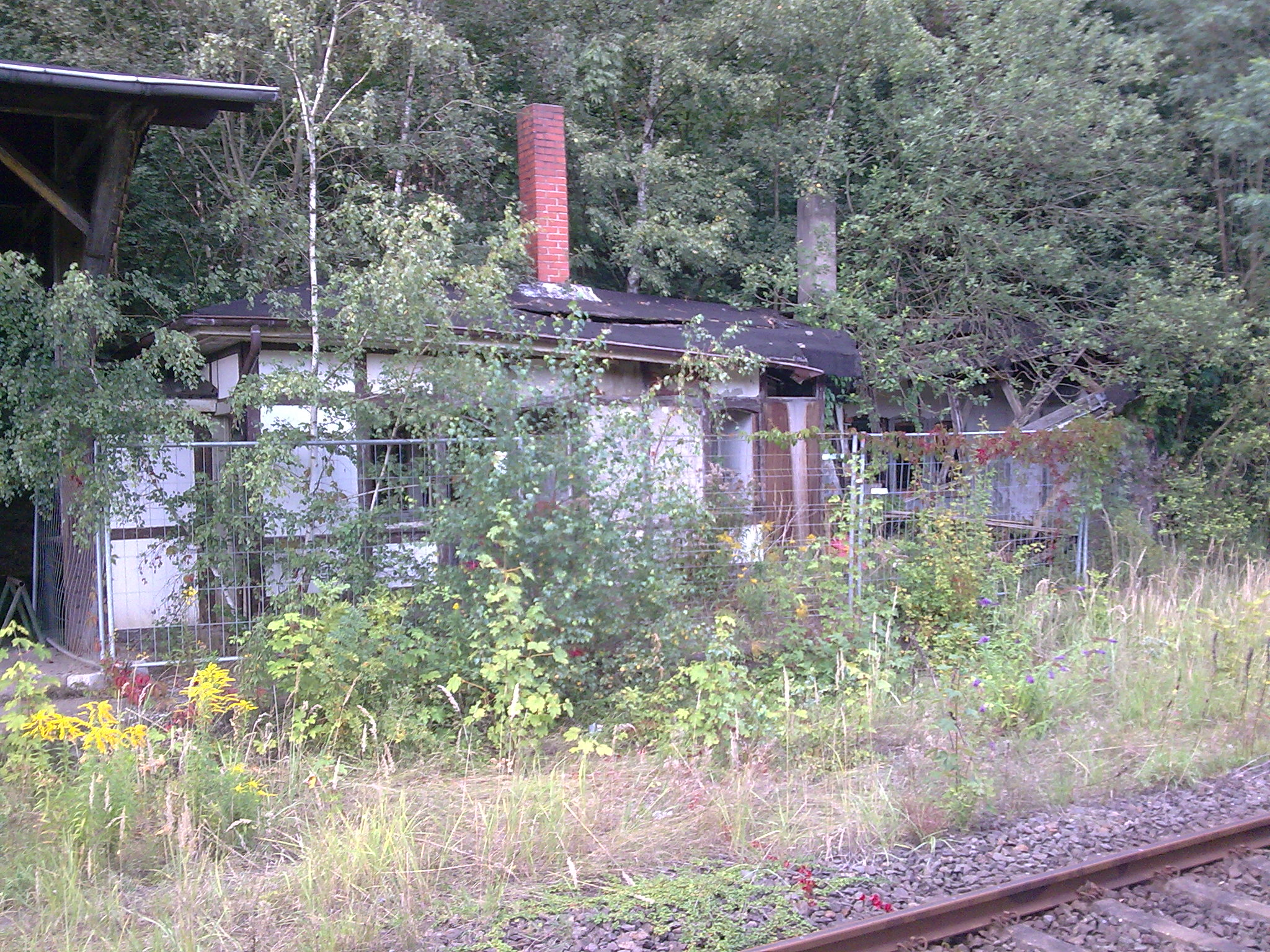
Eingestürztes Bahnsteiggebäude, ehem. Bahnsteig 2 (2018 entfernt)

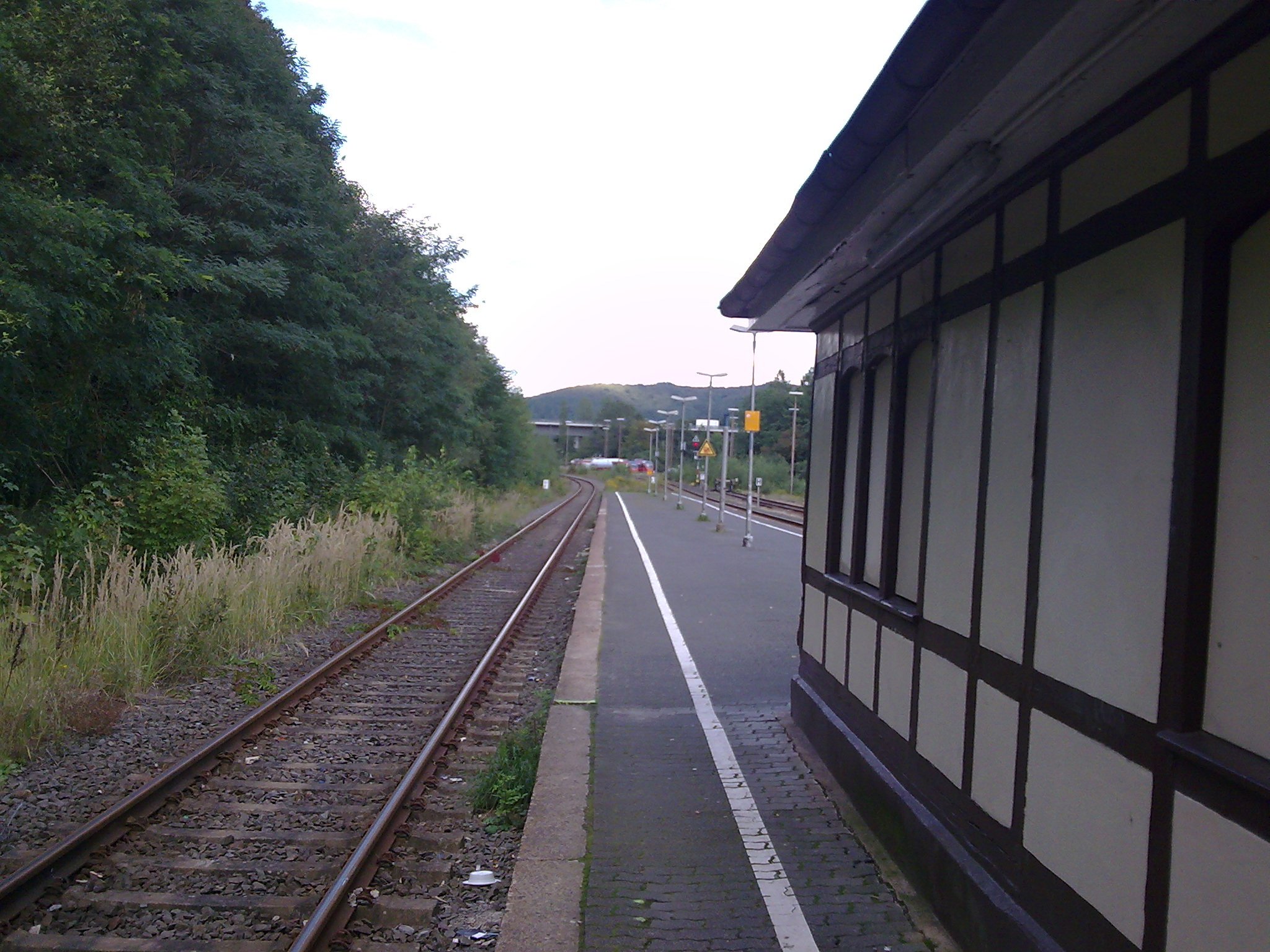
Blick nach Osten, im Hintergrund die Tank- und Abstellanlage mit Talent-Triebwagen

Am Empfangsgebäude und den noch vorhandenen sehr umfangreichen Gleisanlagen ist die ehemalige Bedeutung dieses heutigen Regionalbahnhofes erkennbar.
Die Fahrkartenausgabe im Empfangsgebäude und der Kiosk sind seit Jahren geschlossen, danach beherbergte das Gebäude eine Bank und bis Ende 2022 ein chinesisches Restaurant. Die ehemalige Fahrkartenausgabe ist seit 2018 wieder verpachtet, dort ist eine Versicherung eingezogen. Außerdem gibt es ein Cafe.
Früher gab es zwei Bahnsteige, dabei aber keinen Hausbahnsteig, da die Gleise auf Dachhöhe des Empfangsgebäudes liegen. Die Nummerierung der Bahnsteige war (entgegen der Norm) entgegengesetzt zu der Nummerierung der Gleise, denn das nördlichste Gleis war das Gleis 1, der nördliche Bahnsteig trug aber die Nummer 2. Der vorhandene Aufgang zum noch genutzten Bahnsteig 1 wurde 2018 barrierefrei ausgebaut. Der weiterführende Zugang zum hinteren, seit 2018 vollständig abgerissenen und gleislosen Bahnsteig 2 ist zugemauert. Die Gepäckaufzüge sind seit langem stillgelegt. Der zum Bahnsteig von Gleis 1 gehörende Gepäckaufzug wurde 2018 durch einen Personenaufzug ersetzt. Der Bahnsteig wurde auf einer Gesamtlänge von 170 Metern neu errichtet sowie auf eine Höhe von 76 Zentimetern angehoben.
Die beiden Bahnsteiggleise werden seit dem Umbau als 1 und 2 bezeichnet.
Heute fahren am Bahnhof Gummersbach-Dieringhausen nur noch die zum Kölner Dieselnetz Vareo gehörende Regionalbahn RB 25 mit Triebwagen des Typs Alstom Coradia LINT 54 oder LINT 81 auf den zwei verbliebenen Bahnsteiggleisen sowie die Museumszüge der Wiehltalbahn (Gleis 2). Die Zugkreuzung der RB 25 findet in Dieringhausen statt. Die anderen Gleisanlagen dienen nur noch teilweise als Abstellgleise für die LINT-Triebwagen (im östlichen Bahnhofsbereich, inklusive Tankstelle) und Fahrzeuge des Eisenbahnmuseums (im westlichen Bereich), die weiteren Gleise werden nicht mehr genutzt, sind zugewachsen und teilweise bereits abgebaut.
Die ehemalige Güterabfertigung am ersten Bahnhof am Eisenbahnmuseum wird seit 1997 nicht mehr genutzt, die Ladegleise sind aber noch vorhanden. Vor der Güterabfertigung parkten früher die LKW, nun existiert dort ein Park-and-Ride-Parkplatz und eine Fahrradgarage.

## Zukunft
Für das Empfangsgebäude gab es mehrere Planungen für eine Nutzung zu kulturellen Zwecken wie in Overath. Im Jahr 2020 war der Umbau des Obergeschosses zu Wohnzwecken geplant, er ist auch durchgeführt worden.

## Bahnlinien
| Linie                            | Verlauf | Takt                                                                                                  | Fahrzeuge                                           |
| -------------------------------- | --- | --- | --------------------------------------------------- |
| RB 25                            | Oberbergische Bahn: Köln Hansaring – Köln Hbf – Köln Messe/Deutz – Köln Trimbornstraße – Köln Frankfurter Straße – Rösrath-Stümpen – Rösrath – Hoffnungsthal – Lohmar-Honrath – Overath – Engelskirchen – Ründeroth – Gummersbach-Dieringhausen – Gummersbach – Marienheide – Meinerzhagen – Kierspe – Halver-Oberbrügge – Lüdenscheid-Brügge – Lüdenscheid Stand: Fahrplanwechsel Dezember 2023 | 30 min (Köln–Gummersbach) 60 min (Gummersbach–Lüdenscheid)                                            | Alstom Coradia LINT 54 und 81                       |
| RB Bergischer Löwe (Museumsbahn) | Bergischer Löwe: Eisenbahnmuseum Dieringhausen – Gummersbach-Dieringhausen – Osberghausen – Weiershagen – Bielstein – Alperbrück – Wiehl Weiershagen und Alperbrück sind Bedarfshalte | einzelne Züge jeden zweiten und vierten Sonntag im Monat (März/April–Oktober) + ausgewählte Feiertage | Dampflok Waldbröl + 2–3 Donnerbüchsen + Gepäckwagen |

## Sonstiges
Der Verkehr im Bahnhof Dieringhausen, auf dem östlichen Teil der Aggertalbahn und den daran anschließenden Strecken Biggetalbahn und Asdorftalbahn wird in einer Erweiterung für den Microsoft Train Simulator simuliert, die den Zustand in den 1960er-/1970er-Jahren abbildet. In Bahnhof und Bahnbetriebswerk waren zu dieser Zeit noch alle Gleise befahrbar, inklusive des Bahnsteigs 2.